# SOV36
XPERIA XZ1 SOV36（エクスペリア エックスゼットワン エスオーブイ サンロク）は、ソニーモバイルコミュニケーションズによって開発された、auブランドを展開するKDDIおよび沖縄セルラー電話の第3.9世代移動通信システム（au 4G LTE/au VoLTE）、第4世代移動通信システム（au 4G LTE CA/WiMAX2+）対応スマートフォンである。

## 概要
Xperia XZs SOV35の後継機種。種類は、XPERIA XZ1と、XPERIA XZ1　compactの二種類がある。

## スペック

### CPU
Qualcomm Snapdragon 835

### 内蔵ストレージ
64GB

### RAM
4GB

### AnTuTuベンチマークスコア
総合スコア：195858
3Dスコア：82505
また、Xperiaのスマホは熱暴走することで有名だが、このスマホは、あまりしない

## 歴史
- 2017年11月6日 - KDDI、およびソニーモバイルコミュニケーションズジャパンより公式発表[1]。
- 2017年11月10日 - 発売開始。
- 2019年1月25日 - Android™ 9.0にアップデート。

## アップデート
2017年12月7日のアップデート
ビルド番号 ： 47.1.C.5.0
- 端末が再起動する場合の改善
- 静止画歪み補正機能の追加
- Xperia™ Homeの更新
- セキュリティ機能の改善（セキュリティパッチレベルを2017年11月へ更新）

2018年1月23日のアップデート
ビルド番号 ： 47.1.C.6.31
- セキュリティ機能の改善（セキュリティパッチレベルを2018年1月へ更新）

2018年2月15日のアップデート
ビルド番号 ： 47.1.C.7.19
- 繰り返し設定のアラームが鳴らない場合の改善
- セキュリティ機能の改善（セキュリティパッチレベルを2018年2月へ更新）

2018年3月19日のアップデート
ビルド番号 ： 47.1.C.9.10
- 「世界データ定額」ご利用時の動作改善
- セキュリティ機能の改善（セキュリティパッチレベルを2018年3月へ更新）

2018年5月24日のアップデート
ビルド番号：47.1.C.9.34
- スヌーズ通知が消えない場合がある事象の改善
- セキュリティ機能の改善（セキュリティパッチレベルを2018年5月へ更新）

2018年7月19日のアップデート
ビルド番号：47.1.C.9.70
- セキュリティ機能の改善（セキュリティパッチレベルを2018年7月へ更新）

2018年9月20日のアップデート
ビルド番号：47.1.C.9.93
- セキュリティ機能の改善（セキュリティパッチレベルを2018年9月へ更新）

2018年11月15日のアップデート
ビルド番号：47.1.C.9.106
- セキュリティ機能の改善（セキュリティパッチレベルを2018年11月へ更新）

2019年1月25日のアップデート
ビルド番号：47.2.C.0.262
- Android™ 9.0 へアップデート
  - 音量ボタン、ステータスバーの一部変更
  - 電話・連絡先アプリの更新
  - クイックパネル・クイック設定パネルの仕様変更
  - カメラアプリの更新
  - 画面回転の仕様変更
  - アプリアイコンの変更
  - 電源ボタンの一部変更
  - ステータスバーの時計の位置変更
- セキュリティ機能の改善（セキュリティパッチレベルを2018年12月1日へ更新）

2019年2月28日のアップデート
ビルド番号：47.2.C.1.20
- セキュリティ機能の改善（セキュリティパッチレベルを2019年2月へ更新）

2019年4月16日のアップデート
ビルド番号：47.2.C.1.43
- セキュリティ機能の改善（セキュリティパッチレベルを2019年4月へ更新）

2019年7月2日のアップデート
ビルド番号：47.2.C.1.74
- セキュリティ機能の改善（セキュリティパッチレベルを2019年6月へ更新）

2019年8月29日のアップデート
ビルド番号：47.2.C.1.101
- セキュリティ機能の改善（セキュリティパッチレベルを2019年8月へ更新）

2019年10月29日のアップデート
ビルド番号：47.2.C.1.126
- セキュリティ機能の改善（セキュリティパッチレベルを2019年10月へ更新）